# Филиппково (Рамешковский район)
Филиппково — деревня в Рамешковском районе Тверской области.

## География
Находится в восточной части Тверской области на расстоянии приблизительно 38 км на восток-юго-восток по прямой от районного центра поселка Рамешки на левом берегу реки Медведица.

## История
В 1859 году в русской владельческой деревне Филиппково было 20 дворов, в 1887 — 35. В советское время работали колхозы «Красный Октябрь», «15 лет Октября», им. VI съезда Советов и «Новая жизнь». В 2001 году в деревне 3 дома местных жителей и 26 домов — собственность наследников и дачников. До 2021 входила в сельское поселение Ильгощи Рамешковского района до их упразднения.

## Население
Численность населения: 155 человек (1859 год), 193 (1887), 25 (1989), 17 (русские 100 %) в 2002 году, 1 в 2010.